# 로테르담 센트랄역
로테르담 센트랄(네덜란드어: Rotterdam Centraal, 네덜란드어 발음: [rɔtərˈdɑm sɛnˈtraːl])역은 네덜란드의 로테르담에 위치한 주요 철도역이다. 이 역은 2007년에 하루 평균 11만 명의 승객이 이용했다. 역광장에 위치한 현재의 역사는 2014년 3월 공식 개장했다.

## 역사

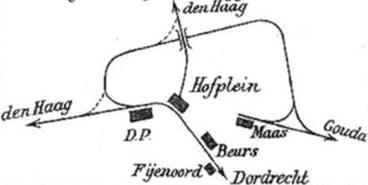
1936년 로테르담의 철도 노선도

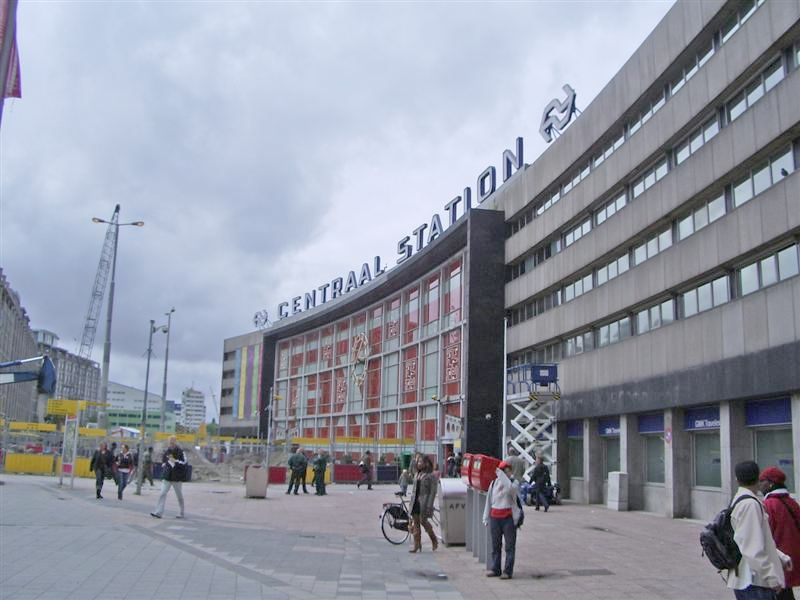
1950~1957년에 건축가 시볼트 판 라베스테인이 설계한 구 로테르담 센트랄 역

제2차 세계 대전 이전에는 로테르담에 중앙 철도역이 없었다. 대신 시내 중심가 주변에 네 개의 역이 있었다.:
- 로테르담 델프트스허 포르트(Rotterdam Delftsche Poort): 스히담, 덴하흐 HS, 암스테르담 CS 행 서행 열차와 도르드레흐트 행 동행 열차
- 로테르담 뵈르스(Rotterdam Beurs): 델프트스허 포르트와 연결된 도르드레흐트 방면
- 로테르담 마스(Rotterdam Maas): 하우다 및 위트레흐트행 동행 열차의 종착역
- 로테르담 호프플레인(Rotterdam Hofplein): 덴하흐 HS 행의 대안 노선 외에 스헤베닝언 행도 포함된 호프플레인레인의 종착역

델프트스허 포르트(Delftsche Poort) 역은 로테르담 폭격으로 큰 피해를 입었다. 새 중앙역은 부지의 바로 서쪽에 다시 건설되었다. 원래 건물은 건축가 시볼트 판 라베스테인(Sybold van Ravesteyn)이 설계하였고 1957년 3월 13일에 완공, 5월 21일에 정식 개장했다. 준공되었다. 마스(Maas) 역은 1953년에 폐쇄되었고 위트레흐트에서 출발한 열차는 새로운 로테르담 노르트 역을 거쳐 센트랄 역으로 환승되었다. 그러나 호프플레인(이후 란드스타트레일의 일부가 되었다)에서는 계속 역을 우회했다. 호프플레인레인이 터널을 통하여 처음으로 센트랄 역에 연결된 이후 호프플레인 역은 2010년에 폐쇄되었다.
1968년 2월 9일 베아트릭스 공주는 센트랄 역에서 네덜란드의 첫 지하철 노선을 개통했다. 이 노선은 역과 로테르담 남부를 연결하여 현재는 D선으로 알려져 있다. 첫 번째 지하철역에는 두 개의 선로가 있는 섬식 승강장이 있었다. 2009년 9월 28일 옛 역 바로 옆에 새롭고 더 넓은 지하역이 개장하고, 기존 역은 바로 철거되었다. 새 역에는 두 개의 섬식 플랫폼과 세 개의 선로가 있다.
본선역에는 13개의 승강장 선로가 있는 7개의 섬식 승강장이 있다. 승강장이 없는 선로는 3개(2, 5, 10번)이다. 2007년에는 하루 약 11만 명의 승객이 이용하였다.
1957년 역 건물은 2007년에 폐쇄되었고 그 다음 해에 철거되었다. 이는 네덜란드의 주요 전후 철도역 중 처음으로 새 역의 자리를 마련하기 위해 철거된 것이다. 새 역은 2014년에 완공되어 개장되었다.

## 신역사
암스테르담, 브뤼셀, 파리 간의 고속 열차와 같은 열차 증가에 대처하고, 란드스타트레일 수용을 위해 2004년에 역과 그 주변의 전면적인 재건이 시작되었다. 게다가 기존의 역, 특히 여객 터널도 너무 작아져 증가하는 승객을 감당할 수 없게 되었다. 2025년에 이용객 수가 하루에 32만 명이 될 것으로 예상하였다. 이러한 증가에 대처하기 위해서는 새로운 역이 필요했다.
2004년 6월, 프로레일, NS 및 로테르담 지자체는 Benthem Crouwel Architekten, MVSA Meyer & Van Schooten Architects 및 West 8의 협동 조합인 Team CS와 계약을 체결하여 기존 계획을 새로운 중앙역의 설계로 전환했다.
2006년 5월 16일, 이보 오프스텔턴 시장은 전면의 창 뒤에 탑재된 EXIT라는 단어로 구성된 오노 포이스즈의 작품을 공개했다. 폐관할 때까지 역의 옥상에 있던 "CENTRAAL STATION"라는 글자의 일부를 "TRAAN LATEN" ("눈물을 흘리다")로 읽기 위해 페터르 호프만과 라켄벨더르 국의 마르힌 뢰베캄프가 다른 순서로 배치하였다. 구역사의 최종 폐쇄는 2007년 9월 2일, 역의 철거를 허용하기 위해 오프스텔턴 시장 앞에서 이루어졌다. 2008년 1월 16일부터 2008년 3월 말까지 이 역은 완전히 철거되었다.
당시 승객들은 수년 동안 그로트한델스헤바우 북동쪽 기슭의 콘라트가에 있는 임시 대피소에 수용된 편의시설을 이용해야만 했다. 자전거 터널은 임시 승객용 터널로 사용되었다. 2012년 11월 28일, 6배 규모의 새로운 여객 터널이 개통되었고, 2013년 8월 28일 개조된 자전거 터널이 개통되었다. 이전 중앙역 날개를 장식했던 예술품인 소위 "비스킷"으로 불리는 것은 이제 자전거 터널의 끝 위에 있다. 이 역을 완전히 완공한 것은 2014년 3월 13일로, 빌럼알렉산더르 국왕에 의해 역이 다시 개장되었다. 영국 발 유로스타 승객의 보안 심사를 수용하기 위한 일부 개정이 이루어지고 있으며 2018년 3월에 완료될 예정이다.
철도역 외에도 헤이그 중앙역과의 라이트 레일 연결을 위해 선로 2개와 섬식 승강장을 갖춘 옛 로테르담 센트랄 지하철역을 갱신하고 연장하였다. 이전 섬식 승강장의 위치는 현재 스위치에 점유되고 있다. 란드스타트레일 메트로 E선의 선로는 로테르담 중앙역에서 새로운 터널로 나머지 지하철 네트워크에 연결되었다. 새 지하철역에는 3개의 선로와 2개의 섬식 승강장이 있다. 1번 선로는 란드스타트레일의 일부인 덴하흐 센트랄 역행 메트로 E선이 운행한다. 2번 선로는 슬링어 발 지하철 E선을 위한 것이다. 또한 2번 선로는 지하철 D선 슬링어 - 로테르담 센트랄 간의 추가 운행의 종점으로 사용한다. 3번 선로는 두개의 섬식 승강장 사이에 있는데, 이 승강장에서 멈추는 동안 양쪽에서 출입문을 여는 독특한 방식을 사용한다. 후자의 선로는 아커르스 행 D선의 출발점으로 사용된다. 2009년 9월 28일, 새 지하철역이 이틀 동안 폐쇄된 후 개통되었다. 란드스타트레일의 연결은 여객 서비스를 이용할 수 있었던 다음날인 2010년 8월 16일에 공식적으로 개통되었다.
2014년 3월 26일, 역 구역을 개조할 수 있도록 '이동'해야 했던 60년 된 나무 중 한 그루가 콘라트가에 놓였다.

## 목적지
네덜란드의 주요 4개역 중 하나이기 때문에 전국의 도시들과 잘 연결되어있다. 주요 목적지는 아래와 같다.
암스테르담, 아메르스포르트, 베르헌옵좀, 브레다, 도르드레흐트, 델프트, 헤이그, 에인트호번, 하우다, 흐로닝언, 하를럼, 훅판홀란트 (영국 해리치행 페리), 레이우아르던, 레이던, 미델뷔르흐, 로센달, 틸뷔르흐, 위트레흐트, 펜로, 플리싱언, 즈볼러.
안트베르펜, 브뤼셀, 파리행 국제 열차 운행도 하루 최대 14회, 릴행 국제 열차 운행도 하루에 두 번 있다.
런던에서 암스테르담 센트랄 역에 이르는 유로스타 열차도 이곳에서 외행 열차로만 운행된다.

## 여객 철도 교통
본역에서 정차하는 열차 계통은 아래와 같다.:
- 탈리스 9900 (동절기) : 암스테르담 - 로테르담 - 브뤼셀 - 샹베리 - 브루생모리스
- 탈리스 9900 (하절기) : 암스테르담 - 로테르담 - 브뤼셀 - 아비뇽 - 마르세유
- 탈리스 9300 : 암스테르담 - 로테르담 - 브뤼셀 - 파리
- 탈리스 9900 : 암스테르담 - 로테르담 - 브뤼셀 - 릴
- 유로스타 9100 : 런던 - 브뤼셀 - 로테르담 - 암스테르담 (정방향만 운행)
- 인터시티 디렉트 900 : 암스테르담 - 스키폴 - 로테르담 - 브레다
- 인터시티 디렉트 1000 : 암스테르담 - 스키폴 - 로테르담
- 인터시티 9200 : 암스테르담 - 스키폴 - 헤이그 - 로테르담 - 도르드레흐트 - 로센달 - 안트베르펜 - 메헬런 - 브뤼셀 공항 - 브뤼셀
- 인터시티 2200 : 암스테르담 - 하를럼 - 레이던 센트랄 - 헤이그 - 로테르담 - 도르드레흐트 - 로센달 - 플리싱언
- 인터시티 2400 : 렐리스타트 - 암스테르담 남 - 스키폴 - 레이던 센트랄 - 헤이그 - 로테르담 - 도르드레흐트
- 인터시티 600 : 로테르담 - 하우다 - 위트레흐트 - 아메르스포르트 - 즈볼러 - 레이우아르던
- 인터시티 500 : 로테르담 - 하우다 - 위트레흐트 - 아메르스포르트 - 즈볼러 - 흐로닝언
- 인터시티 2800 : 로테르담 - 하우다 - 위트레흐트
- 인터시티 1100 : 헤이그 - 로테르담 - 브레다 - 틸뷔르흐 - 에인트호번
- 인터시티 21400 (nachtnet) : 로테르담 - 도르드레흐트 - 브레다 - 틸뷔르흐 - 에인트호번 (주말 전용)
- 인터시티 1400 (nachtnet) : 로테르담 - 헤이그 - 레이던 센트랄 - 스키폴 - 암스테르담 - 위트레흐트
- 스프린터 4000 : 로테르담 - 하우다 - 부르던 - 암스테르담 - 아위트허스트
- 스프린터 7700 : 로테르담 - 하우다 - 하우다 호베르벨러 (혼잡시간대 전용)
- 스프린터 5000/5100 : 헤이그 - 로테르담 - 도르드레흐트 (저녁 및 주말에 2시간 간격 운행)

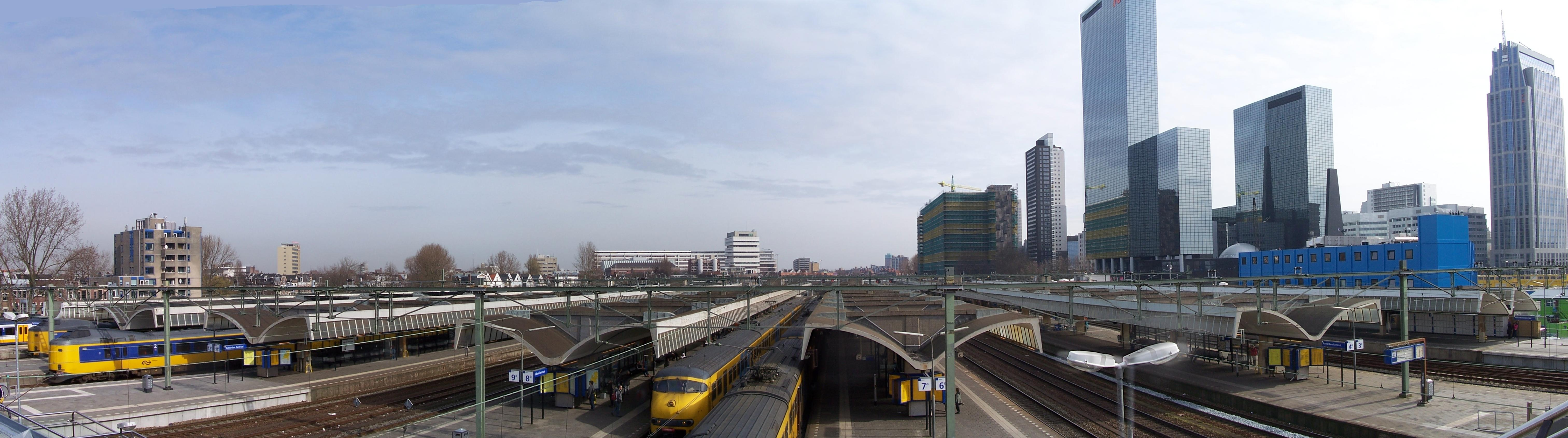
로테르담 센트랄 구역사 파노라마

## 지하철 교통
로테르담 센트랄 역은 현재 지하철 D선의 종착역 역할을 하고 있는 반면, E선 열차는 더 남쪽으로 이어져 로테르담 센트랄과 슬링어 사이의 구간을 D선과 공유한다. 열차는 RET에서 운행된다.

## 트램 교통
본역은 RET에서 운영하는 로테르담 노면전차의 거의 모든 노선(4, 7, 8, 12, 20, 21, 23, 24, 25)이 지난다. 전차 노선은 아래와 같다.
| 노선 | 경로 | 비고                                                             |
| ---- | --- | ---------------------------------------------------------------- |
| 4    | 마르코니플레인 지하철역 - 델프스하번 - 델프스하번 지하철역 - 엔드라흐츠스플레인 지하철역 - 중앙역 - 베나 - 아우더 노르던 - 북역 - 힐레헤르스베르흐 - 몰렌란 |                                                                  |
| 7    | 빌렘스플레인 - 빌렘스카더 - 엔드라흐츠스플레인 지하철역 - 중앙역 - 베나 - 크로스베이크 - 크랄링언 - 보르스호테를란 지하철역 - 바우데스테인 - 에라스무스 대학교 |                                                                  |
| 8    | 스팡언 - 마르코니플레인 지하철역 - 델프스하번 - 델프스하번 지하철역 - 유로마스트/에라스무스 MC - 뢰베하번 지하철역 - 뵈르스 지하철역 - 레인반 - 중앙역 - 베나 - 아우더 노르던 - 북역 - 클레이버흐                                                                                   |                                                                  |
| 12   | 중앙역 - 베나 - 시청 지하철역 - 뵈르스 지하철역 - 뢰베하번 지하철역 - 빌헬미나플레인 지하철역 - 코프반자위트 - 더 카위프(스타디온 페예노르트) | 더 카위프에서의 축구 경기 및 콘서트 일시에만 운행하는 특수 노선. |
| 20   | 크레크하위전 - 롬바르데이언 역 - 롬바르데이언 - 란드베흐 - 란옵자위트 - 빌헬미나플레인 지하철역 - 뢰베하번 지하철역 - 뵈르스 지하철역 - 레인반 - 중앙역 | 평일 출퇴근시간 전용                                             |
| 21   | 데 에스 - 바우데스테인 - 오스트플레인 지하철역 - 블라크 역 - 뵈르스 지하철역 - 시청 지하철역 - 베나 - 중앙역 - 미델란트스트라트 - 니우에 베스턴 - 마르코니플레인 지하철역 - 스히담 센트룸 - 스히담, 파르크베흐 - 스히담 니우란트 역 - 스히담, 바흐플레인 - 스히담, 바우드후크       | 저녁 및 일요일 아침 미운행                                       |
| 23   | 베베르바르트 - 케이제르스바르트 - 에이설몬더 - 더 카위프(스타디온 페예노르트) - 콥반자위트 - 빌헬미나플레인 지하철역 - 뢰베하번 지하철역 - 뵈르스 지하철역 - 스타드하위스 지하철역 - 베나 - 중앙역 - 미델란트스트라트 - 니우에 베스턴 - 마르코니플레인 지하철역                     |                                                                  |
| 24   | 데 에스 - 바우데스테인 - 오스트플레인 지하철역 - 블라크 역 - 뵈르스 지하철역 - 스타드하위스 지하철역 - 베나 - 중앙역 - 미델란트스트라트 - 니우에 베스턴 - 마르코니플레인 지하철역 - 스히담 센트룸 - 스히담, 파르크베흐 - 스히담 니우란트 역 - 스히담, 바흐플레인 - 필라르딩언, 홀리 |                                                                  |
| 25   | 바렌드레흐트, 카르니세란더 - 자위트베이크 - 란트베흐 - 란옵자위트 - 빌헬미나플레인 지하철역 - 뢰베하번 지하철역 - 뵈르스 지하철역 - 레인반 - 중앙역 - 베나 - 스히카더 - 신트 프란시스퀴스 하스트하위스 - 멜란흐톤베흐 지하철역 - 스히브룩                                           |                                                                  |

## 버스 교통
- 33 로테르담 센트랄 - 블레이도르프 동물원 ~ 오베르스히 ~ 로테르담-헤이그 공항
- 38 로테르담 센트랄 - 아우트-마트헤네서 ~ 스히담 센트룸
- 39 로테르담 센트랄 - 크로스베이크
- 40 로테르담 센트랄 - 블레이도르프 동물원 ~ 오베르스히 ~ 델프트 대학교 ~ 델프트
- 44 로테르담 센트랄 - 에라스무스 대학교 ~  카르니서 ~ 자위트플레인
- 유로라인스(Eurolines)
- 플릭스버스(Flixbus)

또한 매주 금요일과 토요일에 13개의 야간버스 노선이 운행되고 있다.

## 편의 시설
새로운 여객통로는 두 개의 알베르트 헤인(Albert Heijn) 슈퍼마켓, HEMA, 버거킹, 라 플라세(La Place) 음식점, 그리고 스타벅스의 두 지점을 포함한다. 또한 "Stationshuiskamer"도 있다. 남쪽에는 5,000대 이상의 자전거를 위한 지하 자전거 주차장이 있다. 북쪽과 남쪽 모두 택시 정류장이 있다.
크라위스플레인 아래에 지하 주차장이 세워져 있으며, 위에는 저수 시설을 갖추고 있다. 이 차고는 베이나(Weena) 터널의 남쪽(=서~동) 통로에서 접근할 수 있으며 스하우뷔르흐플레인 아래 주차장과 연결된다.

## 인접역
| 탈리스                            | 탈리스                 | 탈리스                                |
| --------------------------------- | ---------------------- | ------------------------------------- |
| 안트베르펜 센트랄 파리 북역       | 탈리스 9300            | 스히폴 공항 암스테르담 센트랄         |
| 안트베르펜 센트랄 릴 유럽         | 탈리스                 | 스히폴 공항 암스테르담 센트랄         |
| 안트베르펜 센트랄 브루생모리스    | Thalys Neige (동절기)  | 스히폴 공항 암스테르담 센트랄         |
| 안트베르펜 센트랄 마르세유 생샤를 | Thalys Soleil (하절기) | 스히폴 공항 암스테르담 센트랄         |
| NS 인테르나티오날                 |                        |                                       |
| 스히폴 공항 암스테르담 센트랄     | 인터시티 다이렉트 900  | 브레다                                |
| 스히폴 공항 암스테르담 센트랄     | 인터시티 다이렉트 1000 | 시·종착역                             |
| 스히폴 공항 암스테르담 센트랄     | 인터시티 다이렉트 9200 | 브레다 브뤼셀 남                      |
| 덴하흐 HS                         | 인터시티 다이렉트 9200 | 브레다 브뤼셀 남                      |
| 네덜란드 철도                     |                        |                                       |
| 시·종착역                         | NS 인터시티 500 / 600  | 로테르담 알렉산더르 흐로닝언          |
| 시·종착역                         | NS 인터시티 1100       | 브레다 에인트호번                     |
| 시·종착역                         | NS 인터시티 1400       | 델프트 위트레흐트 센트랄              |
| 로테르담 블라크 필리싱언          | NS 인터시티 2200       | 스히담 센트룸 암스테르담 센트랄       |
| 로테르담 블라크 도르드레흐트      | NS 인터시티 2400       | 스히담 센트룸 렐리스타트 센트룸       |
| 시·종착역                         | NS 인터시티 2800       | 로테르담 알렉산더르 위트레흐트 센트랄 |
| 시·종착역                         | NS Nachtnet 21400      | 도르드레흐트 에인트호번               |
| 로테르담 북 아위트헤이스트        | NS 스프린터 4000       | 시·종착역                             |
| 스히담 센트룸 훅판홀란트 하번     | NS 스프린터 4100       | 시·종착역                             |
| 스히담 센트룸 마슬라위스          | NS 스프린터 4200       | 시·종착역                             |
| 스히담 센트룸 덴하흐 센트랄       | NS 스프린터 5000       | 시·종착역                             |
| 스히담 센트룸 플라르딩언 센트룸   | NS 스프린터 7100       | 시·종착역                             |
| 시·종착역                         | NS 스프린터 7700       | 로테르담 북 하우다 호베르벨러         |
| 로테르담 지하철                   |                        |                                       |
| 스타드하위스 더 아커르스          | 로테르담 지하철 D선    | 시·종착역                             |
| 스타드하위스 슬링어               | 로테르담 지하철 E선    | 빌레이도르프 헤이그 중앙역            |

## 같이 보기
- 란드스타트레일
- 네덜란드 철도